# Jane Channell
Jane Channell (* 23. August 1988 in North Vancouver, British Columbia) ist eine kanadische Skeletonpilotin.

## Werdegang
Jane Channell wuchs in North Vancouver auf und betrieb schon als Kind mehrere Sportarten, darunter Leichtathletik und Softball, in denen sie auch während ihres Studiums an der Simon Fraser University an überregionalen Wettkämpfen teilnahm. Sie schloss ihr Studium 2011 mit einem Bachelor of Science in physischer Geographie ab und zog in der Folge nach Whistler, um sich auf den Skeletonsport konzentrieren zu können, mit dem sie 2009 erstmals ins Berührung gekommen war.
Channell gab ihr internationales Debüt Ende 2012 im Nordamerikacup mit einem neunten Platz in Park City. Sie schloss alle acht Saisonrennen mit einstelligen Platzierungen ab und konnte bei den letzten beiden Rennen in Lake Placid mit Rang 3 sowie einem Sieg erstmals Podestplatzierungen feiern. Dadurch gewann sie bereits in ihrer Debütsaison die Gesamtwertung im Nordamerikacup vor ihren Teamkolleginnen Madison Charney und Elisabeth Vathje. 2013 wurde sie in die nationale Fördergruppe aufgenommen und zog nach Calgary. Sie startete in der Saison 2013/14 im Intercontinentalcup und konnte als beste Platzierungen zwei vierte Ränge in Park City verzeichnen; in der Gesamtwertung wurde sie Fünfte. Zudem gab sie im letzten Saisonrennen ihr Weltcup-Debüt, bei dem sie 18. wurde.
Im Winter 2014/15 war Jane Channell zunächst erneut im Intercontinentalcup im Einsatz und wurde unter anderem Zweite in Winterberg. Sie stieg daraufhin wieder in den Weltcup-Kader auf und erreichte als Siebte in St. Moritz und Igls ihre bisher besten Resultate. Im Gesamtklassement belegte sie den 14. Platz. Bei der Skeleton-Weltmeisterschaft 2015 in Winterberg verpasste sie als Vierte nur um 0,06 Sekunden eine Medaille. Beim zweiten Rennen des Weltcups 2015/16 an gleicher Stelle erreichte sie als Dritte ihren ersten Podestplatz im Weltcup. Im Januar 2016 konnte sie diese Leistung als Zweite in Park City noch steigern.